# بركة خان
بركة خان (توفي 1266) هو زعيم القبيلة الذهبية، وقد كان ابن عم هولاكو تحالف مع الملك الظاهر بيبرس سلطان مصر والشام أحد سلاطين دولة المماليك البحرية.

## بركة خان
هو بركة خان بن جوجي بن جنكيز خان، وهو أحد سبعة أبناء لجوجي وهم 《باتو، أوردا، شيبان، بركة، جمتاي، بركجار، توقاتيمر》 وكان الابن الأكبر 《باتو》وكان ترتيبه على إخوته هو الرابع بعد شيبان، قد ورث منصب أبيه وأصبح زعيماً للقبيلة الذهبية، والتي تعد أولى قبائل التتار إسلاماً وأكثرها تعاطفاً وتأدباً مع المسلمين.
وبسبب تعاطف 《باتو》 مع المسلمين في بلاده أخذ النصارى خاصة الرهبان والقساوسة في بلاد المغول، وكان لهم دور وتأثير كبير على الحرب المروعة على بلاد الإسلام، في تحريض الزعيم الكبير للمغول 《كيوك بن أوغطاي》 لمحاربة 《باتو》 قبل أن ينتشر الإسلام في كل ربوع الشمال.
وتوفي 《باتو》 سنة 650 هجرية وخلفه من بعده في رئاسة القبيلة الذهبية ابنه 《حرتق》 الذي لم يعش طويلاً حتى توفي وانتقلت الرئاسة لعمه 《بركة خان》 وذلك سنة 653 هجرية.
دخل 《بركة خان》 الإسلام سنة 650 هجرية وكان من قبل محباً ومتأثراً بالإسلام بسبب امرأة أبيه 《رسالة》 وقد التقى 《بركة خان》 في مدينة 《نجارى》 مع أحد علماء المسلمين واسمه نجم الدين مختار الزاهدي وكان بركة عائداً لتوه من زيارة عاصمة المغول 《قرة قورم》 وأخذ 《بركة》 في الاستفسار عن الإسلام من هذا العالم المسلم وهو يجيبه بكل وضوح وسلاسة، فطلب بركة منه أن يؤلف له رسالة تؤيد بالبراهين رسالة الإسلام وتوضح بطلان عقائد التتار والتثليث وترد على المخالفين والمنكرين للإسلام، فألف 《الزاهدي》 الرسالة ودخل بركة خان الإسلام إثر قراءتها عن حب واقتناع وإخلاص ورغبة عارمة في نصرة هذا الدين.

## أهم أعماله
لم يكن دخول 'بركة خان' الإسلام كدخول آحاد الناس بل دخل الإسلام بطلا ملكا سلطانا لقبيلة مغولية، والمغول وقتها هم الكابوس المفزع للبشرية جمعاء وللمسلمين خاصة، لذلك جاءت أعمال هذا البطل العظيم على نفس المستوى الفائق من المسؤلية والقيادة، وتحول هذا السلطان الوثني إلى جندي من أخلص جنود الإسلام شديد الحب والتفاني في نصرة الدين وأهله، حيث ضرب أروع الأمثلة في الولاء والبراء وهذه طائفة من أهم أعمال 'بركة خان' في نصرة الإسلام.

### أولا: مبايعة خليفة المسلمين
بعدما أعلن 'بركة خان' إسلامه كان أول ما فعله أن أرسل ببيعته للخليفة العباسي المستعصم ببغداد، وهذا الإجراء رغم أنه بسيط وبه كثير من الشكلية؛ لأن خليفة المسلمين وقتها لم يكن له أي نفوذ حقيقي إلا على مساحة ضيقة من الأرض، إلا أنه يعطي صورة واضحة جلية نحو ولاء 'بركة خان' لسلطان المسلمين وانضوائه تحت جماعة المسلمين.

### ثانيا: إظهار شعائر الإسلام
بعدما اعتلى 'بركة خان' رئاسة القبيلة الذهبية أخذ في إظهار شعائر الإسلام، وقام 'بركة خان' بإكمال بناء مدينة 'سراي' وهي مدينة 'سراتوف' الآن في روسيا على نهر الفولجا وجعلها عاصمة القبيلة الذهبية، وبنى بها المساجد والحمامات ووسعها جدا حتى صارت أكبر مدن العالم وقتها، وجعلها على السمت الإسلامي الخالص.

### ثالثا: غيرته على المسلمين
وقد ظهرت هذه العقيدة بوضوح عندما فكر القائد المغولي 'هولاكو بن تولوي بن جنكيزخان' في الهجوم على بغداد، وكان 'مونكو خان بن تولوي' أخو 'هولاكو' هو خان المغول وقد نال هذا المنصب بمساعدة قوية من 'باتو' الأخ الأكبر 'لبركة خان'.
وحاول 'هولاكو' إقناع أخيه الأكبر مونكو خان بهذه الفكرة، وبالفعل وافق على الفكرة ورحب بالهجوم على باقي بلاد المسلمين، وبدأ 'هولاكو' في الإعداد لذلك، وما أن وصلت الأخبار إلى 'بركة خان' حتى التهبت مشاعره وأسرع إلى أخيه 'باتو' وألح عليه في منع الهجوم على المسلمين وقال له: [إننا نحن الذين أقمنا 'مونكو' خانا أعظما، وما جازانا على ذلك إلا أنه أراد أن يكافينا بالسوء في أصحابنا ويخفر ذمتنا ويتعرض إلى ممالك الخليفة وهو صاحبي وبينى وبينه مكاتبات وعقود ومودة وفي هذا ما لا يخفى من القبح].
وبالفعل أقتنع 'باتو' تماما بكلام أخيه وبعث إلى هولاكو يكفه عما ينويه من قتال المسلمين؛ وبالفعل أجل 'هولاكو' الهجوم على المسلمين حتى وفاة 'باتو'.

### رابعا: تفريقه لوحدة المغول الوثنيين
فقد استغل 'بركة خان' خروج الخان الأعظم مونكو لقتال بعض الخارجين عليه ومعه أخاه قوبلاي خان وترك أخاه الآخر 'أرتق بوكا' مكانه لتسيير الأمور لحين عودته، فاستغل 'بركة خان' وفاة 'مانغو' في الطريق لإثارة الفتنة بين 'أرتق بوكا' و 'قوبلاي'، حيث اتفق الجند والأمراء على تولية 'قوبلاي'، فأرسل 'بركة خان' إلى 'أرتق بوكا' بقوة عسكرية لمنازعة أخيه 'قوبلاي' على منصب الخان الأعظم، وحرض أيضا أسرة أوقطاي خان على مساعدة 'أرتق بوكا' ووقعت الحرب بينهما سنة 658 هجرية وذلك قبل معركة عين جالوت بقليل مما جعل هولاكو يعود مسرعا من الشام لفض النزاع.
واستمرت الحروب عدة سنوات، وكان 'بركة خان' في نفس الوقت يقنع ويحث كثيرا من جنود 'هولاكو' بالشام على الدخول في الإسلام والانضمام إلى جيش 'بيبرس'؛ وبالفعل أقنع الكثيرين منهم وتحولوا إلى حرب 'هولاكو'.

### خامسا: محالفته للمماليك
فقد دخل 'بركة خان' في حلف مع المماليك الذين بهروا العالم عندما انتصروا على التتار في موقعة عين جالوت سنة 658 هجرية، وكثرت المراسلات والاتصالات بينه وبين السلطان بيبرس وكان لها أثر كبير في توجيهه لحرب 'هولاكو'.
وبالفعل اتفق 'بركة خان' و'بيبرس' على محاربة 'هولاكو' وكتب 'بركة خان' برسالة إلى 'بيبرس' يقول له فيها: [قد علمت محبتي للإسلام وعلمت ما فعل هولاكو بالمسلمين، فاركب أنت من ناحية حتى آتيه أنا من الناحية الأخرى؛ حتى نهزمه أو نخرجه من البلاد، وأعطيك جميع ما كان بيده من البلاد].

### سادسا: محاربته لهولاكو
لم يكتف 'بركة خان' بمناصرة المسلمين، فلقد انقلب حربا ضروسا على المغول الوثنيين عموما وعلى 'هولاكو' خصوصا حيث لم ينس 'بركة خان' ما فعله 'هولاكو' بالخلافة العباسية أبدا عندما اكتسح هولاكو بجحافله بغداد. فقد حاول 'بركة خان' بشتى الوسائل أن يوقف هذا المد الجارف الذي ينذر بمحو الإسلام من الوجود، ولكن لأن معظم جنوده كانوا لا يزالون على الوثنية فقد رفضوا الانصياع لأمره بمحاربة 'هولاكو' لأنهم بذلك سيخالفون الخان الأعظم للمغول والذي قد وافق على الهجوم على بغداد.
فأخذ 'بركة خان' في اختلاق الذرائع والحجج لإشعال الحرب ضد 'هولاكو' ووجد ضالته في مسألة الغنائم حيث كان من عرف 'جنكيزخان' القديم أن أسرة 'جوجى' لها ثلث الغنائم التي يحصل عليها المغول جميعا في أي معارك يخوضونها.
وبالقطع لم تكن الغنائم دافعا لـ'بركة خان' فأرسل 'بركة' رسلا من طرفه وأمرهم أن يشتدوا ويغلظوا على 'هولاكو' في السؤال، وبالفعل نجحت الحيلة واستشاط 'هولاكو' غضبا وقتل رسل 'بركة خان' وسير جيشا لمحاربة 'بركة خان' فانهزم جيش هولاكو شر هزيمة وذلك سنة 660 هجرية، فعاود الهجوم مرة أخرى بجيش أكبر فانهزم جيش 'بركة خان' وكان يقوده أحد قواده واسمه 'نوغاي'، فأراد 'هولاكو' أن يجهز بالكلية على 'بركة خان' فأرسل جيشا جرارا فيه معظم جنوده يقودهم ابنه أباقا، فخرج لهم 'بركة خان' بنفسه على رأس الجيش ومزق جيش هولاكو شر تمزيق سنة 661 هجرية في منطقة القوقاز ولم ينج منهم سوى القليل.
أما 'هولاكو' فوجد أن كل البلايا والهزائم التي حاقت به وبالتتار جميعا كان سببها 'بركة خان' فاشتد غيظه وحقده على 'بركة خان' وحاول محاربته عدة مرات ولكنه هزم شر هزيمة مما أشعل الغيظ في قلبه حتى وصلت نيران غيظه إلى عقله وجسده، فأصيب بجلطة في المخ بعد وصوله خبر هزيمة ولده 'أباقا' أمام 'بركة خان' سنة 661 هجرية وظل يعاني من الصرع حتى هلك سنة 663 هجرية، فانتقم 'بركة خان' للإسلام والمسلمين من هذا المجرم الطاغية الذي دمر دولة الخلافة الإسلامية وسفك دم الملايين من المسلمين.

## رحيل بركة خان
فبعد موت 'هولاكو' من شدة الغيظ والحقد على ما جرى على يد 'بركة خان' ورث مكانه ابنه 'أباقا' وورث عنه أيضا حقده وحسده على 'بركة خان' خاصة أن 'بركة' قد هزمه هزيمة كبيرة سنة 661 هجرية، لذلك كانت محاربة 'بركة' هي أولى خطوات وقرارات 'أباقا بن هولاكو'.
وبالفعل أعد 'أباقا' جيشا جرارا لمحاربة 'بركة' وأرسل 'بركة' أولا قائده 'نوغاي' ولكنه هزم وأصيب بسهم في عينه، وكان 'بركة خان' يحب 'نوغاي' لإسلامه وجهاده معه في كل موطن، فخرج 'بركة خان' بنفسه للقاء 'أباقا' وفي نيته محاربة عدو الإسلام وإزالة هذا الفرع الخبيث من شجرة التتار التي بدأت تتحول للإسلام شيئا فشيئا.
أعلن ألغو الحرب على بركة بعد رفضه الولاء لقوبلاي، فاستولى على فاراب وخوارزم. ثم استولى على الضفة اليسرى، ففقد بركة خان سيطرته على ماوراء النهر. لم يلبث أن قام بركة على رأس جيش كثيف وتوجه نحو تفليس لمواجهة أباقا، لكنه توفي في الطريق في ربيع الآخر 665هـ / ديسمبر 1266م فارتدت عساكره. وبعدها بعدة أشهر توفي ألغو حاكم خانية جغتاي.
وقد ترك ولدين أحدهما له أربعة أولاد والثاني ولد واحد، ولكن أيا منهم لم يخلفه على العرش، وكانوا يعيشون في مدينة ساكسين. وقد سمى السلطان المملوكي الظاهر بيبرس ولده الأكبر بركة خان حبا في شخصية بركة خان.

## وصلات خارجية
- القائد التتري بركة خان، قصة الإسلام

1. ↑  تاريخ مغول القبيلة الذهببية والهند، د: محمد سهيل طقوش، دار النفائس،ط: الأولى، 1428هـ-2007م ISBN 978-9953-18-436-4
2. 1 2  ابن كثير:ج13، ص:249